# 中村扇太郎
中村 扇太郎（なかむら せんたろう、1877年4月8日 - 1922年3月2日）は、日本の俳優、元歌舞伎役者、元子役である。本名は清水 才次郎（しみず さいじろう）。旧芸名は市川 玉吉（いちかわ たまきち）。初代中村鴈治郎門下の歌舞伎役者から映画界に転身、日活京都撮影所にて尾上松之助に次ぐ人気スターとして売り出したが、志半ばで急逝した。

## 来歴・人物
1877年（明治10年）4月8日、大阪府大阪市南区西櫓町（現在の同市中央区道頓堀1丁目、同市南区西椿町は誤り）に生まれる。
1883年（明治16年）、満6歳の時に歌舞伎役者市川鰕太郎の門下となり、市川玉吉を名乗って初舞台を踏む。その後、満16歳となる1893年（明治26年）には、初代中村鴈治郎の門下に転じ、初代中村扇太郎を襲名する。以降、初世鴈治郎と共に関西各座に出演する傍ら、扇太郎の内弟子である中村扇緑らと共に一座を組織して各地を地方巡業した。この間、時期は不明であるが結婚し、1904年（明治37年）、後に扇太郎と同じく初世鴈治郎の門下となった歌舞伎役者中村ぢがみ（中村じがみとも、本名清水庄太郎、1904年 - 没年不詳）が子息として生まれる。
1917年（大正6年）8月、牧野省三の招聘に応じ、日活京都撮影所に入社。当時同所の人気スターだった尾上松之助の過重負担を軽減する為、新たに二部制を設け、松之助一派の第一部に対して扇太郎一派は第二部として、それぞれ主演のサイレント映画を撮影することになった。同年9月9日に公開されたサイレント映画『幽霊問答』で映画デビューを果たし、同作で中村仙之助、市川寿美之丞、片岡市太郎、嵐珏松郎、嵐璃珀らと共演。以降、松之助に次ぐ映画スターとして売り出したが、翌1918年（大正7年）3月に二部制が廃止されると、扇太郎は松之助と共に同所の看板俳優となる。その為、同年2月19日に公開されたサイレント映画『安田作兵衛』以降から、旧第一部・第二部合同で撮影が行われるようになり、中でも1919年（大正8年）6月1日に公開されたサイレント映画『大石蔵之助』では、松之助の大石蔵之助、寿美之丞の吉良上野介に対し、扇太郎は浅野内匠頭・大石りくの二役を演じた。同時期に発行された『人気役者の戸籍調べ』（文星社）によれば、京都府京都市下京区河原町三丁目南車屋町（現在の同市中京区河原町通三条下る三丁目東入南車屋町）に住み、得意役は立役、二枚目役である旨が記されている。ところが、生まれつき病弱で同時期から過労に悩み、同年8月、人気絶頂期に日活を一時退社した。
退社後は、療養を経て実演に転向した。『日本映画人 改名・別称事典』（国書刊行会）によれば、実演の傍ら、同年に大阪キネマ・グロームが製作したサイレント映画『良辨杉』に出演していたというが、同社および同作の詳細は不明である。その後、奈良県奈良市での地方巡業中に尾上松之助一派と約1年ぶりに再会したといい、これを機に扇太郎は1920年（大正9年）7月、日活京都撮影所に復帰している。以降、1921年（大正10年）3月10日に公開された牧野省三監督映画『実録忠臣蔵』や、同年9月30日に公開された辻吉郎・小林彌六監督映画『弥次喜多 前篇』などに、再び松之助と数多の作品で共演した。『日本映画俳優全集 男優編』（キネマ旬報社）では、同所に復帰したという記述は見られず、松之助に請われて映画出演したとされているが、誤りである。ところが、1922年（大正11年）4月11日に公開された映画『首売勘助』が、記録に残る最後の出演作品となった。
1922年（大正11年）3月2日、志半ばで心臓麻痺のため死去した。同年4月に死去したという説もある。満44歳没。また、同年同月末には、松之助の幼馴染みだった嵐橘楽も死去している。扇太郎の死後、遺児となった中村ぢがみは、阪東左門、初代中村吉十郎らと共に日活京都撮影所に入社。同年11月4日に公開された映画『閻魔小平』で映画デビューを果たし、女形俳優として活動していたが、あまり役柄に恵まれず、尾上松之助が満50歳で死去した1926年（大正15年）9月前後にはすでに退社している。

## おもなフィルモグラフィ
- 『幽霊問答』：監督不明、製作日活京都撮影所、配給日活、1917年9月9日公開
- 『隅田川の仇討』：監督牧野省三、製作日活京都撮影所、配給日活、1918年3月1日公開
- 『先代萩』：監督牧野省三、製作日活京都撮影所、配給日活、1918年3月29日公開
- 『矢口の渡』：監督牧野省三、製作日活京都撮影所、配給日活、1918年4月25日公開
- 『鎖鎌孝女の仇討』：監督牧野省三、製作日活京都撮影所、配給日活、1918年6月15日公開
- 『十文字秀五郎』：監督牧野省三、製作日活京都撮影所、配給日活、1918年7月1日公開
- 『三日月次郎吉』：監督牧野省三、製作日活京都撮影所、配給日活、1918年7月公開
- 『荒木又右衛門』：監督牧野省三、製作日活京都撮影所、配給日活、1918年10月15日公開
- 『大石蔵之助』（『大石内蔵之助実伝』）：監督不明、製作日活京都撮影所、配給日活、1919年6月1日公開 - 浅野内匠頭、大石妻りく（二役）
- 『実録忠臣蔵』：監督牧野省三、製作日活京都撮影所、配給日活、1921年3月10日公開 - 浅野内匠頭、小林平八郎（二役）
- 『弥次喜多 前篇』（『弥次喜多 前篇 善光寺詣りの巻』）：監督辻吉郎・小林彌六、1921年9月30日公開 - 喜多八
- 『水戸黄門 第一篇』：監督不明、製作日活京都撮影所、配給日活、1921年10月30日公開